# Chalumeau
Chalumeau je puhačko glazbalo s jednim jezičkom iz kasnog baroka i ranog klasičnog razdoblja. Narodni je instrument i preteča modernog klarineta. Ima cilindrični otvor s osam tonskih otvora (sedam sprijeda i jedan straga za palac) i širok usnik s jednim heteroglotnim jezičkom (tj. zasebnim, a ne kontinuiranim dijelom tijela instrumenta) izrađenim od trske. Slično klarinetu, chalumeau prepuhuje dodecimu.